# 雪鹱
雪鹱（学名：Pagodroma nivea）是雪鹱属的唯一一种，也是三种仅在南极繁殖的鸟类之一。是所有鸟类中繁殖地最靠南的。

## 外观
雪鹱是一种小型鹱，浑身羽色纯白，眼睛、喙呈黑色，脚为灰蓝色。体长为36至41厘米，翼展76至79厘米。飞行时翅膀摆动的频率比其他鹱更频繁。寿命通常为14至20年。

## 行为
雪鹱的生活完全受限于南极寒冷的海水，鸟群总是出现在海面的冰山上。

## 繁殖
雪鹱在南极半岛和众多南极岛屿上繁殖。他们通常在靠近海边的悬壁上筑巢，有时也会在内陆筑巢。繁殖地中，一部分个体常年留居于此，但更多的个体则是在每年九月中旬到十一月初迁飞来的。巢一般修筑在有悬石保护的岩缝中，以小卵石堆砌而成。雪鹱通常在十一月末到十二月中旬产下一枚卵。孵化期为41到49天。幼鸟于七周大时开始张羽。

## 食性
雪鹱主要以鱼类、一些头足纲动物、软体动物、磷虾和腐肉为食。冬季，他们会分散在浮冰区域和开放海域觅食。